# Welcome Home (Sanitarium)
Welcome Home (Sanitarium) je jednou ze slavných balad Metallicy z alba Master of Puppets z roku 1986. Patří k nejslavnějším písním skupiny a bývá dodnes občasně hrána na koncertech skupiny.
Intrem skladby provází James Hetfield s melodickým riffem na akustickou kytaru a následně se připojuje Kirk Hammet s kytarovým sólem. Postupně se stupňuje tvrdost písně a skladba končí jako silně thrashmetalová. Text písně byl inspirován filmem Přelet nad kukaččím hnízdem a vypráví o zoufalé situaci člověka, který pobývá v sanatoriu. Píseň navazuje na úspěšnou baladu Fade to Black z předcházejícího alba Ride the Lightning.